# Alexandre Stellio
Alexandre Stellio (?, 1885. április 16. – ?, 1939. július 24.) francia klarinétos, zenekarvezető. A beguine franciaországi egyik elterjesztője.

## Pályafutása
Családja igen szerényen élt halászatból. Később Saint-Pierre-ben, a sziget gazdasági és kulturális fővárosában telepedtek le. 1898-ban (13 éves korában) családjával elindultak Francia Guyanába. A fiatalember ott nagyon gyorsan alkalmazkodott. Kibontakozott fuvolavirtuóz tehetsége és gyorsan megtanult klarinétozni is. Hamar sztár lett a kor legnépszerűbb tánctermeiben.
1919-ben visszatért Martinique-ra és klarinétozott a Gaumont mozifilmjei mögött.
Csatlakozott Léon Apanon zenekarához a híres Le Sélect Tango táncteremben. 1922-ben komponálta az első beguine-t.
1929. április 27-én Franciaországba ment La Boule Blanche kabaré megnyitójára. 1931-ben a párizsi gyarmati és nemzetközi kiállításon mutatta be a biguine-t.
1935-ben zenekarával fellépett a Párizsi Operában az Antillák és Guyana Franciaországhoz csatolásának évfordulója alkalmából.
1929-től 1939-ig több mint száz szerzeményt (biguine, keringő, mazurka) vett fel 78-as fordulatszámú lemezekre. 1929-ben szívroham érte, miközben egy párizsi kabaréban játszott, és a kórházban meghalt.
A korabeli dzsessz és latin-amerikai zene egyik vitathatatlan mestereként tartják számon.

## Lemezek
- Oué Oué Oué Oué
- Mussieu dollar
- Oh douce martinique
- Sepent maigre
- Paris biguine
- Oue oue oue oue
- Grand tomobile
- Bossu a bossu co ou
- Georgi nana

## Hatások
- Cole Porter: Begin the Beguine; stb.